# گنگشی
امپراتور گنگشی (متوفای ۲۵ میلادی) امپراتور دودمان هان پس از سرنگونی دودمان زین (به حاکمیت وانگ مانگ) بود. او همچنین با نام محترماش شنگگونگ بعنوان پادشاه یا شاهزاده هواییانگ نیز شناخته‌شده‌است. گنگشی امپراتور بعنوان یک حاکم ناشایسته و ضعیف از نظر گذرانده شده‌است. پس از او، لیو شیو با نام امپراتور گوانگ‌وو هان بعنوان نخستین امپراتور هان شرقی تاجگذاری نمود.